# Alexandra Bozovic
Alexandra Bozovic (ur. 15 lutego 1999) – australijska tenisistka.

## Kariera tenisowa
12 czerwca 2023 zajmowała najwyższe miejsce w rankingu singlowym WTA Tour – 283. pozycję, a 17 lipca 2023 osiągnęła najwyższą lokatę w deblu – 157. miejsce. Na swoim koncie ma wygrane dwa turnieje singlowe i dziesięć deblowych rangi ITF
W 2020 roku zadebiutowała w turnieju głównym zawodów wielkoszlemowych, przegrywając w pierwszej rundzie gry podwójnej podczas Australian Open, gdzie występowała w parze z Amber Marshall.

## Wygrane turnieje rangi ITF
| turnieje z pulą nagród 100 000 $ |
| turnieje z pulą nagród 80 000 $  |
| turnieje z pulą nagród 60 000 $  |
| turnieje z pulą nagród 25 000 $  |
| turnieje z pulą nagród 15 000 $  |

### Gra pojedyncza
|    | Data       | Turniej | ($)    | Naw.   | Finalistka     | Wynik         |
| 1. | 18/09/2022 | Darwin  | 25 000 | twarda | Destanee Aiava | 6:3, 6:3      |
| 2. | 25/09/2022 | Darwin  | 25 000 | twarda | Talia Gibson   | 3:6, 6:3, 6:3 |